# Try Again (Chef'Special)
Try Again is een nummer van de Nederlandse band Chef'Special uit 2017. Het is de vierde single van hun derde studioalbum Amigo.
Zanger Joshua Nolet zei over het nummer: "Hij heeft maandenlang in een la gelegen, waarna we er echt met z'n allen in zijn gaan geloven. Het is een andere sound, dus we zijn benieuwd wat mensen ervan vinden!". "Try Again" werd een hit in Nederland en haalde de 18e positie in de Nederlandse Top 40.

## NPO Radio 2 Top 2000
Try Again stond alleen in 2017 in de NPO Radio 2 Top 2000, op plek 1454.